# The Premier League Show
 (avril 2025).
Motif : absence de sources secondaires de qualité, indépendantes et pérenne centrées sur cette émission. Ok elle existe, mais... rien de plus
- Archive Wikiwix
- Bing
- Cairn
- DuckDuckGo
- E. Universalis
- Gallica
- Google
- G. Books
- G. News
- G. Scholar
- Persée
- Qwant
- (zh) Baidu
- (ru) Yandex
- (wd) trouver des œuvres sur Wikidata

| 1. | Préciser le motif de la pose du bandeau. | Précisez le motif de la pose du bandeau en utilisant la syntaxe suivante : {{admissibilité à vérifier\|date=juin 2025\|motif=remplacez ce texte par le motif}}                               |
| 2. | Informer les utilisateurs concernés.     | Pensez à avertir le créateur de l'article, par exemple, en insérant le code ci-dessous sur sa page de discussion : {{subst:avertissement admissibilité à vérifier\|The Premier League Show}} |

The Premier League Show est une émission télévisée britannique de type magazine produite par la BBC, consacrée à la Premier League.
L’émission a été diffusée pour la première fois pendant la saison 2016-2017 du Championnat d'Angleterre de football et s’est poursuivie jusqu’à la fin de la saison 2018-2019. Elle a été remplacée par MOTDx à partir de la saison 2019-2020,.

## Interviews et reportages
Chaque épisode propose soit une interview avec une figure importante du football, soit un reportage sur un sujet marquant.
Parmi les sujets abordés :
- Interviews de Rafael Benítez, Slaven Bilić, Petr Čech, Paul Clement, Antonio Conte, Kevin De Bruyne, Didier Drogba, Sean Dyche, Cesc Fàbregas, Darren Fletcher, Pep Guardiola, Joe Hart, Eddie Howe, Mark Hughes, Jürgen Klopp, Ronald Koeman, Juan Mata, José Mourinho, David Moyes, Mark Noble, Alan Pardew, Mauricio Pochettino, Kasper Schmeichel, Craig Shakespeare, Raheem Sterling, Jamie Vardy et David Wagner, menées par Steve Bower, Dion Dublin, Jermaine Jenas, Gary Lineker, Gabby Logan, Trevor Sinclair et Dan Walker.
- Matthew Syed analysant la rivalité entre Pep Guardiola et José Mourinho.
- Discussion sur les 20 ans de Arsène Wenger à Arsenal, avec John Hartson, Martin Keown, Ian Wright, la journaliste Amy Lawrence et le supporter Piers Morgan, animée par Gabby Logan.
- Gary Lineker à New York pour explorer la couverture médiatique de la Premier League aux États-Unis, avec des interviews de Frank Lampard, Patrick Vieira, Andrea Pirlo et David Villa.
- Exploration du football dans le Nord-Est de l’Angleterre avec Colin Cooper, Michael Gray, Alan Shearer, le journaliste Simon Bird et l’auteur John Nicholson.
- Analyse de la saison 2016-2017 de Leicester City par Matthew Syed.
- Discussion autour du derby du Merseyside avec Mark Lawrenson, Peter Reid, le boxeur Tony Bellew et le journaliste David Prentice.
- Débat sur le derby du nord de Londres avec Jermaine Jenas, Alex Scott, Lord Sugar et le journaliste John Cross.

## Réception
The Premier League Show a été considéré comme un élément important de la stratégie de couverture footballistique de la BBC. Sa présence a été mise en avant lors de l'annonce de la diffusion en direct de matchs de Premier League par la BBC pour la première fois en 2020.